# Cypra
Cypra är ett släkte av fjärilar. Cypra ingår i familjen mätare.
Kladogram enligt Catalogue of Life:
| Cypra | \| \| Cypra delicatula \| \| \| \| \| \| Cypra membranacea \| \| \| \| \| \| Cypra subnudata \| \| \| \| |
|       | \| \| Cypra delicatula \| \| \| \| \| \| Cypra membranacea \| \| \| \| \| \| Cypra subnudata \| \| \| \| |
|       | Cypra delicatula                                                                                         |
|       | |
|       | Cypra membranacea                                                                                        |
|       | |
|       | Cypra subnudata                                                                                          |
|       | |